# Nobuatsu Aoki

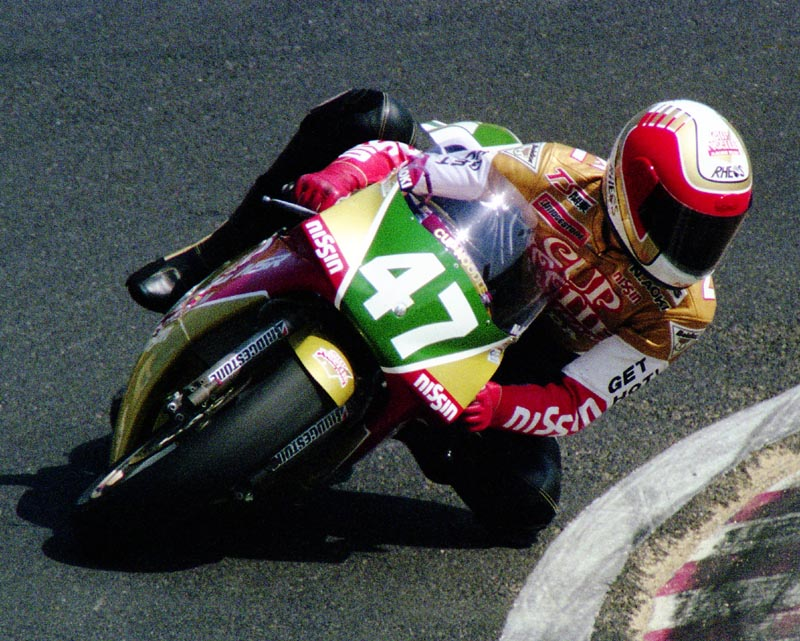
Nobuatsu Aoki under Grand Prix-debuten på Suzukabanan 1990.

Nobuatsu Aoki, född 31 augusti 1971 i Sumaga, är en japansk roadracingförare som var aktiv i världsmästerskapen i Grand Prix Roadracing från säsongen 1990 till säsongen 2008. Han deltog i klasserna  250GP, 500GP och MotoGP. Hans yngre bröder Takuma och Haruchika har också deltagit i VM.

## Karriär

### 250GP
Aoki gjorde VM-debut i 250-klassen 1990 i Japans Grand Prix. De första tre åren körde han enbart hemmatävlingen. Roadracing-VM 1993 fick han kontrakt med Kanemoto Honda att köra hela säsongen i 250GP. Redan i säsongens andra Grand Prix, i Malaysia, vann Aoki sin första Grand Prix-seger. Det blev också hans enda i karriären. VM-placeringarna i 250GP från 1993 till 1996 blev 11, 10, 6, 7.

### 500GP
Roadracing-VM 1997 fick Aoki kontrakt med Technical Sports att köra en HRC-preparerad Honda NSR V4 i den förnämsta motorcykelklassen 500GP. Han blev oväntat VM-trea den säsongen bakom Mick Doohan och Tadayuki Okada. Aokis främsta resultat var en andraplats och tre tredjeplatser. Hans bror Takuma körde detta år i samma klass en Honda NSR V2 för fabriksteamet Repsol Honda. Efter den lyckade rookie-säsongen fick Nobuatsu Aoki 1998 ett fullt fabrikskontrakt med Suzuki MotoGP. Han kom dock inte tillrätta med motorcykeln Suzuki RGV och gjorde inga nämnvärda resultat på väg till nionde plats i VM. Året efter blev Aoiki trettonde i VM, klart sämre än stallkamraten Kenny Roberts Jr. som blev tvåa. Säsongen 2000 inträffade i princip samma sak, förutom att Aoki blev tia och Roberts världsmästare.

### MotoGP
Säsongen 2001 hade Aoki ingen VM-styrning. Till 2002 ersattes 500GP av MotoGP och Aoki var förare för Proton Team KR med Kenny Roberts som teamchef och konstruktör av den nya motorcykeln Proton KR 3. Aoki lyckades bli tolva i VM första året, men de två sista åren med Proton blev resultaten allt sämre. Efter 2004 har Aoki hoppat in några gånger för Suzukis fabriksteam som wildcard eller som ersättare för skadad förare. Sista gången var i Malaysias Grand Prix 2008. År 2009 var han med och vann det berömda endurance-loppet Suzuka 8-timmars på Suzukabanan.